# Denise Del Vecchio
Denise Del Vecchio, nome artístico de Denise Falotico (São Paulo, 3 de maio de 1954), é uma atriz, escritora, diretora, dramaturga e professora brasileira. Com uma carreira consagrada no teatro, televisão e cinema, sendo uma das maiores artistas do teatro de todos os tempos, atuando em mais de 40 peças desde 1971.

## Biografia
Nascida no bairro da Mooca numa família de classe média baixa de ascendência italiana, portuguesa e síria, sua infância foi passada nos bairros da Mooca e Belém, ambos localizados na zona leste de São Paulo.

## Carreira
Começou sua carreira jovem, aproximadamente com quinze anos, levada por um professor de Geografia no Teatro de Arena, em São Paulo, no início dos anos 70.  A primeira peça a que assistiu foi Vida e Morte Severina. Assistiu Cacilda Becker em sua última apresentação, em 1969. E a partiu dali renasceu uma grande paixão com isso resolveu seguir nessa profissão, só que ela se achava muito velha. Depois, foi estudar Bertolt Brecht na escola Auguste, e logo em seguida resolveu encenar diálogos do filósofo Platão junto com a sua turma de filosofia, foi a partir daí que seu interesse por teatro tornou fundamental na sua vida. Foi fazer um curso do Emílio Fontana, no TBC, e depois de seis meses foi para o Teatro de Arena, onde se profissionalizou, interrompendo sua formação em História.
Ao lado de seu ex-marido Celso Frateschi, Denise formou um grupo Teatro Núcleo que procurou manter rigidamente o que aprendeu com Augusto Boal, desde construir, até apresentar o ato teatral. A" troupe" de Denise apresentava-se em teatros da periferia e isso foi até 1978. No Núcleo do Teatro de Arena em São Paulo, participou do espetáculo Teatro Jornal 1ª Edição, encenado por Augusto Boal, e Arena Conta Zumbi em (1971). No ano seguinte, fez Doce América, Latino América, criação coletiva. Ainda em 1972, entrou para o Teatro Studio São Pedro, de Maurício e Beatriz Segall e encenou Tambores na Noite e A Semana - Esses Intrépidos Rapazes e Sua Maravilhosa Semana de Arte Moderna. Mais tarde ela fundou uma escola de teatro, onde sempre demonstrou vontade de evoluir e ali sua carreira no teatro decolou.
Dos tempos pra cá, Del Vecchio tem uma trajetória enorme no teatro e então resolveu partir para a carreira individual atuando em telenovelas. Começou na TV Tupi, em 1974 na telenovela Ídolo de Pano. Na televisão, atuou em séries e novelas das emissoras Rede Globo, RecordTV, Rede Bandeirantes, Manchete e SBT. Denise tem uma coleção de grandes trabalhos, e desde 2006, participa das novelas da RecordTV. Em 2007, Denise realizou leitura do texto Querida Mamãe, de Maria Adelaide Amaral, ao lado de Tuna Dwek e sob a direção de seu filho, André Frateschi (ator, músico e diretor).
A rica trajetória artística e pessoal da atriz Denise Del Vecchio está em Memórias da Lua, de Tuna Dwek, da Coleção Aplauso, da Imprensa Oficial do Estado de São Paulo, que foi lançado em fevereiro de 2008.
"Minhas experiências artísticas sempre foram experiências de vida". diz Denise
Se tornou uma grande estrela da Record com o passar dos anos, ela viveu consecutivos personagens de grande destaque sendo bastante elogiada pela crítica especializada em Vidas em Jogo de 2011 quando interpretou a rígida e de bom coração Augusta, dona de uma confeitaria, durante a trama Augusta ganha o prêmio de uma bilheteria, e revela o fato de ser transexual.  No Ano de 2013 encarnou a amargurada Lia na minissérie José do Egito, ficou reconhecida nacionalmente quando interpretou a inabalável Joquebede na novela Os Dez Mandamentos foi indicada como melhor atriz no Troféu AIB De Imprensa e também no Troféu Internet. A própria atriz em entrevista relatou o quanto se sentia grata por ter ganho esse papel. 
Também ganhou muitas cenas em O Rico e Lázaro de 2017, onde viveu Elga, uma mulher fútil e bem-humorada. Em 2019, ganha destaque em Topíssima interpretando a doce Madalena, uma mulher humilde que batalha pra manter a família e sofre com uma filha dissimulada e de caráter duvidoso.
Em 2008 a Coleção Aplauso lança a sua biografia, "Memórias da Lua". 

## Vida pessoal
Denise já foi casada com o ator Celso Frateschi, com quem atuou no teatro e na minissérie José do Egito. O casal tem um filho, André Frateschi, que, além de ator, é também diretor e músico. Desde 1986, a atriz é casada com o iluminador cênico Ney Bonfante.

## Filmografia

### Televisão
| Ano     | Título                           | Papel                                        | Notas                                 | Emissora          |
| ------- | -------------------------------- | -------------------------------------------- | ------------------------------------- | ----------------- |
| 1974    | Ídolo de Pano                    | Rita de Cássia (Renée)                       |                                       | Rede Tupi         |
| 1975    | Um Dia, o Amor                   | Adriana                                      |                                       | Rede Tupi         |
| 1976    | O Julgamento                     | Sofia                                        | Participação                          | Rede Tupi         |
| 1977    | Um Sol Maior                     | Betty                                        |                                       | Rede Tupi         |
| 1978    | O Direito de Nascer              | Rosário                                      |                                       | Rede Tupi         |
| 1979    | O Todo Poderoso                  | Carmem Sílvia                                |                                       | Rede Bandeirantes |
| 1982    | Maria Stuart                     | Roberta                                      |                                       | TV Cultura        |
| 1982    | Pic-nic Classe C                 | Marieta                                      |                                       | TV Cultura        |
| 1982    | Os Imigrantes - Terceira Geração | Maria da Paz di Salvio (Marinha)             |                                       | Rede Bandeirantes |
| 1983    | Acorrentada                      | Laura                                        |                                       | SBT               |
| 1983    | Pecado de Amor                   | Helga                                        |                                       | SBT               |
| 1984    | A Máfia no Brasil                | Anita                                        |                                       | Rede Globo        |
| 1988    | Fera Radical                     | Olívia Flores Mendes                         |                                       | Rede Globo        |
| 1989    | Colônia Cecília                  | Duzolina                                     |                                       | Rede Bandeirantes |
| 1989    | Top Model                        | Lia Dupont                                   |                                       | Rede Globo        |
| 1990    | Mãe de Santo                     | Prazeres                                     |                                       | Rede Manchete     |
| 1991    | Ilha das Bruxas                  | Alma                                         |                                       | Rede Manchete     |
| 1991    | Felicidade                       | Madame Dinorah                               | Episódios: "10–11 de outubro"         | Rede Globo        |
| 1992    | Anos Rebeldes                    | Dolores                                      |                                       | Rede Globo        |
| 1993    | Retrato de Mulher                | Stela                                        | Episódio: Luciana                     | Rede Globo        |
| 1994    | A Viagem                         | Glória Gusmão                                |                                       | Rede Globo        |
| 1994    | As Pupilas do Senhor Reitor      | Joana                                        |                                       | SBT               |
| 1995    | Tocaia Grande                    | Jacinta                                      |                                       | Rede Manchete     |
| 1997    | Os Ossos do Barão                | Rosa Montebello                              |                                       | SBT               |
| 1997    | Você Decide                      |                                              | Episódio: "Vida Dupla"                | Rede Globo        |
| 1997    | O Desafio de Elias               | Rebeca                                       |                                       | RecordTV          |
| 1998    | Serras Azuis                     | Netinha                                      |                                       | Rede Bandeirantes |
| 1999    | Força de um Desejo               | Bárbara Ventura                              |                                       | Rede Globo        |
| 2000    | Malhação                         | Yolanda Albuquerque Castro (Yoiô)            | Temporada 7                           | Rede Globo        |
| 2002    | Esperança                        | Soledad Ramirez                              |                                       | Rede Globo        |
| 2003    | Chocolate com Pimenta            | Mirtes Limeira (Dona Mocinha)                |                                       | Rede Globo        |
| 2004    | Como uma Onda                    | Mariléia dos Santos Paiva                    |                                       | Rede Globo        |
| 2006    | JK                               | Maria da Conceição Kubitschek (Naná)         |                                       | Rede Globo        |
| 2006    | Linha Direta                     | Yara Amaral                                  | Episódio: "Bateau Mouche"             | Rede Globo        |
| 2006    | Bicho do Mato                    | Alzira dos Santos Camargo Redenção (Zizinha) |                                       | RecordTV          |
| 2007    | Louca Família                    | Argélia                                      | Especial da RecordTV                  | RecordTV          |
| 2007    | Amor e Intrigas                  | Celeste Camargo de Souza                     |                                       | RecordTV          |
| 2009    | Bela, a Feia                     | Vanda Alcântara                              |                                       | RecordTV          |
| 2011    | Vidas em Jogo                    | Augusta Figueira de Andrade / Augusto        |                                       | RecordTV          |
| 2013    | José do Egito                    | Lia                                          |                                       | RecordTV          |
| 2013    | Pecado Mortal                    | Delegada Maria das Dores Noronha (Das Dores) |                                       | RecordTV          |
| 2015    | Milagres de Jesus                | Keila                                        | Episódio: "O Endemoniado Cego e Mudo" | RecordTV          |
| 2015-16 | Os Dez Mandamentos               | Joquebede                                    |                                       | RecordTV          |
| 2017    | O Rico e Lázaro                  | Elga                                         |                                       | RecordTV          |
| 2019    | Topíssima                        | Madalena Oliveira Soares                     |                                       | RecordTV          |
| 2020-22 | Hard                             | Margot Vieira                                |                                       | HBO               |
| 2023    | Chuva Negra                      | Tia Yara                                     |                                       | Canal Brasil      |

### Cinema
| Ano  | Filme                         | Papel      | Nota           |
| ---- | ----------------------------- | ---------- | -------------- |
| 1977 | Jecão, um Fofoqueiro no Céu   | Jaqueline  |                |
| 1978 | Doramundo                     | Olga       |                |
| 1979 | A Noite dos Imorais           | Ana        |                |
| 1983 | A Próxima Vítima              | Viviane    |                |
| 1984 | Em Nome da Segurança Nacional | Lena       |                |
| 2001 | Lavoura Arcaica               | Prostituta |                |
| 2016 | Os Dez Mandamentos: O Filme   | Joquebede  |                |
| 2018 | Syndrome                      | Olívia     |                |
| 2022 | Depois do Universo            | Emília     |                |
| 2022 | A Pele que Não Vestia         | Vizinha    | Curta-metragem |
| 2023 | Uma Fada Veio Me Visitar      | Nazaré     | [ 18 ]         |

### Teatro
| Ano       | Peça                                          | Personagem        |
| --------- | --------------------------------------------- | ----------------- |
| 1971      | Teatro Jornal 1ª Edição                       |                   |
| 1971      | Arena conta Zumbi                             |                   |
| 1972      | Doce América, Latino América                  |                   |
| 1972      | Tambores na Noite                             |                   |
| 1972      | A Semana - Esses Intrépidos Rapazes           |                   |
| 1973      | A Queda da Bastilha???                        |                   |
| 1975      | A Epidemia                                    |                   |
| 1977      | Dois Homens na Mina                           |                   |
| 1978      | Os Imigrantes                                 |                   |
| 1979      | Vejo um Vulto na Janela                       |                   |
| 1979      | Me Acuda que eu Sou Donzela                   |                   |
| 1980      | Ato Cultural                                  |                   |
| 1981      | Lua de Cetim                                  |                   |
| 1981      | Os Órfãos de Jânio                            |                   |
| 1982      | Mahagonny Songspiel                           |                   |
| 1983–88   | Feliz Ano Velho                               |                   |
| 1985      | Lembranças da China                           |                   |
| 1986      | Electra                                       |                   |
| 1988      | Vestido de Noiva                              |                   |
| 1989      | O País dos Elefantes                          |                   |
| 1991      | Florbela Espanca                              |                   |
| 1992      | Cobras Voadoras                               |                   |
| 1996      | Três Maneiras de Dançar um Tango              |                   |
| 1997      | Anchieta, Nossa História                      |                   |
| 1998      | Um Crime Perfeito                             |                   |
| 1999      | Somos Irmãs                                   |                   |
| 2000      | Feliz Ano Velho                               |                   |
| 2002      | Silvia                                        |                   |
| 2003      | Unha e Carne                                  |                   |
| 2004      | A Máscara do Imperador                        |                   |
| 2005      | Sossego e Turbulência no Coração de Hortência |                   |
| 2006      | A Mentira                                     |                   |
| 2007      | De Corpo Presente                             |                   |
| 2007      | Mar de Gente                                  |                   |
| 2008      | A Estressada Doméstica                        | Direção           |
| 2008–09   | A Cabra ou Quem é Sylvia?                     | Stella            |
| 2009–10   | As Pontes de Madison                          | Francesca Johnson |
| 2011–12   | Circuito Ordinário                            | Informante        |
| 2013      | A Bala na Agulha                              | Célia de Castro   |
| 2014–17   | Trágica.3 – Electra Medéia Antígona           | Medéia            |
| 2017      | Aqui, Fora                                    | [ 22 ]            |
| 2023      | O Lado Fatal                                  | Lya Luft          |
| 2023      | Tom na Fazenda                                | Agatha            |
| 2024/2025 | Tom na Fazenda                                | Agahta            |

## Literatura
| Ano  | Livro                                | Nota               | Ref   |
| ---- | ------------------------------------ | ------------------ | ----- |
| 2008 | Denise Del Vecchio – Memórias da Lua | da Coleção Aplauso | [ 5 ] |

## Prêmios e indicações
| Ano  | Prêmio                           | Categoria                             | Trabalho                  | Resultado |
| ---- | -------------------------------- | ------------------------------------- | ------------------------- | --------- |
| 1981 | Prêmio Molière                   | Melhor Atriz                          | Lua de Cetim              | Venceu    |
| 1985 | Prêmio Governador do Estado      | Melhor Atriz                          | Lembranças da China       | Venceu    |
| 2007 | Prêmio Contigo! de TV            | Melhor Atriz                          | Bicho do Mato             | Indicada  |
| 2008 | Prêmio Contigo! de TV            | Melhor Atriz Coadjuvante              | Amor e Intrigas           | Indicada  |
| 2009 | Prêmio Qualidade Brasil          | Melhor Atriz Teatral Comédia          | A Cabra ou Quem é Sylvia? | Indicada  |
| 2011 | Prêmio Arte Qualidade Brasil     | Melhor Atriz                          | Vidas em Jogo             | Indicada  |
| 2011 | Troféu Leão Lobo                 | Coadjuvante Feminina                  | Vidas em Jogo             | Indicada  |
| 2011 | Prêmio APCA de Teatro            | Melhor Atriz                          | Circuito Ordinário        | Venceu    |
| 2014 | Prêmio Shell                     | Melhor Atriz                          | Trágica.3                 | Venceu    |
| 2014 | Prêmio Arte Qualidade Brasil     | Melhor Atriz Teatral Drama            | Trágica.3                 | Indicada  |
| 2014 | Prêmio Quem de Teatro            | Melhor Atriz de Teatro                | Trágica.3                 | Indicada  |
| 2015 | Troféu AIB de Imprensa           | Melhor Atriz                          | Os Dez Mandamentos        | Indicada  |
| 2015 | Troféu Observatório da Televisão | Melhor Atriz de Novela                | Os Dez Mandamentos        | Indicada  |
| 2015 | Melhores do Ano Minha Novela     | Atriz Coadjuvante                     | Os Dez Mandamentos        | Indicada  |
| 2015 | Troféu Internet                  | Melhor Atriz                          | Os Dez Mandamentos        | Indicado  |
| 2017 | Troféu UOL TV e Famosos          | Melhor Atriz                          | O Rico e o Lázaro         | Indicada  |
| 2019 | Melhores do Ano Natelinha        | Melhor Coadjuvante                    | Topíssima                 | Indicada  |
| 2020 | Prêmio The Brazilian Critic      | Atriz Coadjuvante em Série de Comédia | Hard                      | Indicada  |